# Initial Program Load
Mit Initial Program Load (Abkürzung: IPL; deutsch: einleitendes (System-)Programmladen) bezeichnet man das Starten eines Betriebssystems über direkt angeschlossene Speichergeräte, mit Program ist also kein Anwenderprogramm gemeint.
Im Umfeld von IBM-Großrechnern wurde dieser Begriff in der Vergangenheit generell für einen Neustart des Betriebssystems verwendet. Einen „IPL durchführen“ bedeutete bislang, dass der Großrechner neu gestartet wird. Der dabei durchgeführte Prozess ist ähnlich dem Booten bei einem Personal Computer. Beim deutschen Großrechner TR 440 hieß das kurz und bündig: Urstart. Dieser Sprachgebrauch muss allerdings nunmehr eher als historisch angesehen werden, denn mittlerweile geht man dazu über, die erste Stufe der Ausführung eines mehrstufigen Bootloaders (die sogenannte „Stage One“) als Initial Program Load zu bezeichnen. 
Im Englischen ist der Sprachgebrauch für Initial Program Load mehrdeutig und nicht hundertprozentig konsistent.